# Torymus orissaensis
Torymus orissaensis is een vliesvleugelig insect uit de familie Torymidae. De wetenschappelijke naam is voor het eerst geldig gepubliceerd in 1936 door Mani.